# Amoria spenceriana
Amoria spenceriana is een slakkensoort uit de familie van de Volutidae. De wetenschappelijke naam van de soort is voor het eerst geldig gepubliceerd in 1908 door Gatliff.